# Unforgiven 2007
Unforgiven 2007 è stata la decima edizione dell'omonimo evento in pay-per-view prodotto dalla WWE. L'evento si è svolto il 16 settembre 2007 presso il FedExForum di Memphis, in Tennessee.

## Storyline
Nella puntata di SmackDown! dell'11 maggio Mark Henry fece il suo ritorno dopo nove mesi e attaccò brutalmente The Undertaker dopo che questi aveva difeso il World Heavyweight Championship contro Batista in uno Steel Cage match, causandogli inoltre la perdita del titolo in favore di Edge (il quale incassò il contratto del Money in the Bank subito dopo). Durante il mese di agosto vennero proiettati dei filmati inerenti al ritorno di Undertaker, che sfidò Henry ad un match per Unforgiven.
Il 26 agosto, a SummerSlam, John Cena difese con successo il WWE Championship contro Randy Orton. Nella puntata di Raw del 27 agosto Orton, vedendosi negato un altro incontro per il titolo dal General Manager William Regal, attaccò brutalmente il padre di Cena, che si trovava a bordo ring quella sera, e lo colpì con un Punt Kick. Ciò portò all'annuncio di un match tra Cena e Orton con in palio il WWE Championship per Unforgiven.
Nella puntata di SmackDown! del 31 agosto il General Manager dello show blu, Theodore Long, organizzò un mini-torneo tra Batista, Finlay, Kane e Rey Mysterio per determinare il primo sfidante al World Heavyweight Championship di The Great Khali. La sera stessa, Finlay (sconfiggendo Kane) e Mysterio (superando Batista) avanzarono alla finale, dove a vincere fu il secondo, che ottenne quindi un match per il titolo di Khali ad Unforgiven. Nella puntata di SmackDown! del 7 settembre Long decise di aggiungere tuttavia anche Batista all'incontro di Unforgiven tra Khali e Mysterio dopo che salvò quest'ultimo dall'attacco del campione, rendendolo quindi un Triple Threat match con in palio il World Heavyweight Championship.
Nella puntata di ECW dell'11 settembre Elijah Burke venne nominato come primo sfidante all'ECW Championship di CM Punk e, subito dopo, un match tra i due con in palio il titolo fu quindi sancito per Unforgiven.
Nella puntata di SmackDown! del 24 agosto lo United States Champion Montel Vontavious Porter chiese al General Manager Theodore Long un incontro valevole per il WWE Tag Team Championship di Deuce e Domino, affermando che sarebbe riuscito a vincere i titoli con un qualsiasi compagno di squadra. Long acconsentì alla richiesta di MVP ma gli disse che il suo partner sarebbe stato Matt Hardy, il quale venne sconfitto dallo stesso MVP a The Great American Bash. Nella puntata di SmackDown! del 31 agosto MVP e Hardy riuscirono a sconfiggere Deuce e Domino, conquistando così il WWE Tag Team Championship per la prima volta. Un rematch tra i due team con in palio i titoli di coppia fu poi annunciato per Unforgiven.
Dopo che ebbero un confronto verbale durante il talk show Carlito's Cabana nella puntata di Raw del 27 agosto, Triple H sconfisse Carlito e Umaga per squalifica in un 2-on-1 Handicap match per poi attaccarli brutalmente con lo sledgehammer. Nella puntata di Raw del 10 settembre Triple H venne attaccato alle spalle da Carlito e ciò portò all'annuncio di un No Disqualification match tra i due per Unforgiven, con la stipulazione che però avvantaggiava il solo Carlito: difatti egli era l'unico che non poteva essere squalificato durante l'incontro.
A SummerSlam, Beth Phoenix vinse un Battle Royal match dopo aver eliminato per ultima Michelle McCool, diventando così la prima sfidante al Women's Championship di Candice Michelle. Un match tra le due con in palio il titolo venne poi sancito per Unforgiven.
Nella puntata di Raw del 3 settembre Paul London e Brian Kendrick sconfissero il World's Greatest Tag Team (Charlie Haas e Shelton Benjamin), diventando così i primi sfidanti al World Tag Team Championship di Lance Cade e Trevor Murdoch per Unforgiven.

## Evento

### Match preliminari
L'opener dell'evento fu il match per l'ECW Championship tra il campione CM Punk e lo sfidante Elijah Burke. Durante le fasi iniziali entrambi si portarono in vantaggio l'un l'altro, tenendo l'incontro in gran equilibrio. Punk colpì poi Burke con un jumping knee all'angolo e con uno springboard clothesline dalle corde, ma quest'ultimo si liberò dallo schienamento al conto di due. Dopo che lo gettò contro l'apron ring, Burke applicò un boston crab su Punk però questi evase dalla presa dopo aver toccato le corde. Burke colpì successivamente Punk con un superkick ma, mentre era in procinto di rialzarlo, quest'ultimo lo sorprese con un roll-up per vincere la contesa e mantenere il titolo.
Il secondo match fu quello valevole per il WWE Tag Team Championship tra i campioni Matt Hardy e United States Champion Montel Vontavious Porter e gli sfidanti Deuce e Domino. Nonostante avessero avuto un litigio iniziale, Hardy e MVP controllarono le prime fasi della contesa a discapito di Deuce e Domino. Dopo che i campioni ebbero l'ennesima incomprensione, Deuce e Domino si portarono però in vantaggio e colpirono Hardy con varie manovre combinate, ma quest'ultimo resistette e riuscì a dare il cambio a MVP. Dopo essere diventato l'uomo legale, MVP colpì prima Domino con un back body drop e poi Deuce con il Ballin' Elbow. Prima che potesse eseguire il Playmaker, Hardy prese volontariamente il cambio e lanciò MVP fuori dal ring, colpendo poi Deuce con la Twist of Fate per schienarlo e mantenere i titoli di coppia.
Nel seguente incontro Triple H affrontò Carlito in un No Disqualification match, le cui regole valevano tuttavia solamente per Carlito. L'azione si spostò immediatamente all'esterno del ring, dove Carlito tentò di colpire Triple H con diversi oggetti contundenti ma senza successo. Dopo che venne lanciato contro un tavolo dei commentatori, Carlito reagì e colpì ripetutamente Triple H con una sedia per poi strangolarlo con un cavo elettrico. Triple H provò un'offensiva, ma Carlito lo colpì svariate volte con dei bidoni e tentò lo schienamento, da cui lo stesso Triple H si liberò al conto di due. Carlito gettò poi della polvere negli occhi di Triple H e cercò di colpirlo nuovamente con una sedia, però quest'ultimo lo intercettò e lo schiantò al tappeto con uno spinebuster. Triple H sorprese poi Carlito con un colpo basso non visto dall'arbitro ed eseguì il Pedigree per vincere il match.
Il quarto match fu per il Women's Championship tra la campionessa Candice Michelle e la sfidante Beth Phoenix. Per gran parte dell'incontro, Phoenix fu in vantaggio rispetto a Candice, la quale ebbe una piccola reazione dopo aver eseguito un neckbreaker e un dropkick. Mentre si trovava sulle spalle di Phoenix, Candice rovesciò l'attacco della sua avversaria e la schienò con un crucifix pin per mantenere il titolo femminile.

### Match principali
L'incontro successivo, il primo di cartello, fu il Triple Threat match per il World Heavyweight Championship tra il campione The Great Khali, Batista e Rey Mysterio. Durante le fasi iniziali, Batista e Mysterio provarono ad unire le forze per contrastare Khali, finché quest'ultimo non colpì proprio Mysterio con un big boot. Khali applicò poi la Vise Grip su Batista, ma questi venne liberato da Mysterio dopo che colpì il campione con una sedia. Khali però non si scompose e lanciò Batista contro un tavolo dei commentatori per poi dominare Mysterio, intrappolando anch'egli nella Vise Grip. Batista interruppe tuttavia la presa e gettò Khali verso le corde, con quest'ultimo che rimase incastrato tra di esse. Batista tentò lo spinebuster su Mysterio, ma questi rovesciò la manovra e lo colpì con la 619. Khali riuscì poi a liberarsi dalle corde, ma anche lui subì la 619 di Mysterio. Batista bloccò lo schienamento di Mysterio, schiantandolo sopra Khali con la Batista Bomb per poi lanciarlo fuori dal ring. Batista eseguì poi lo spinebuster su Khali e lo schienò per vincere la contesa e conquistare il titolo dei pesi massimi per la terza volta.
Il sesto match fu valevole per il World Tag Team Championship tra i campioni Lance Cade e Trevor Murdoch e gli sfidanti Paul London e Brian Kendrick. Entrambi i team si portarono in vantaggio l'un l'altro durante l'incontro, con London e Kendrick che sfruttarono il proprio repertorio di mosse aeree, mentre Cade e Murdoch utilizzarono varie scorrettezze per controllare gli avversari. Dopo un batti e ribatti, Cade colpì prima Kendrick con una sit-out powerbomb e poi lanciò London all'esterno del ring. Ciò permise a Murdoch di schienare Kendrick per vincere il match e mantenere i titoli di coppia.
Poco dopo andò in scena il match per il WWE Championship tra il campione John Cena e lo sfidante Randy Orton. Cena iniziò l'incontro in maniera aggressiva, colpendo ripetutamente Orton all'angolo. Dopo essersi liberato dalla STFU, Orton reagì e colpì Cena con un hangman ddt sulle corde e lo schienò, ma il campione uscì dallo schienamento al conto di due. Orton applicò poi una sleeper hold, però Cena evase dalla presa e lo atterrò con una clothesline. Cena attaccò violentemente Orton all'angolo e fu squalificato poiché si rifiutò di fermarsi nonostante l'intimazione dell'arbitro. Cena perse dunque il match ma conservò il titolo come da regolamento.
Nel main event il rientrante The Undertaker affrontò Mark Henry. Durante le fasi iniziali entrambi si portarono in vantaggio l'un l'altro, finché Henry non bloccò un tentativo di Old School da parte di Undertaker per poi colpirlo con un superplex dalla terza corda. Henry eseguì poi due big splash su Undertaker, ma quest'ultimo si liberò dagli schienamenti al conteggio di due. Henry tentò un terzo big splash, però Undertaker schivò l'attacco e lo colpì prima con la Old School e poi con la Chokeslam, che valse solamente un conto di due. Undertaker provò l'esecuzione della Last Ride, ma Henry lo intrappolò in un prolungato bearhug vicino all'angolo del ring. Henry salì poi sulla seconda corda per un attacco aereo, però Undertaker lo schiantò al tappeto con la Last Ride e lo schienò per vincere il match. 

## Risultati
| #    | Incontri                                                                              | Stipulazioni                                              | Durata |
| ---- | ------------------------------------------------------------------------------------- | --------------------------------------------------------- | ------ |
| Dark | Kane ha sconfitto Kenny Dykstra                                                       | Single match                                              | 00:27  |
| 1    | CM Punk (c) ha sconfitto Elijah Burke                                                 | Single match per l'ECW Championship                       | 11:52  |
| 2    | Matt Hardy e Montel Vontavious Porter (c) hanno sconfitto Deuce e Domino (con Cherry) | Tag team match per il WWE Tag Team Championship           | 09:19  |
| 3    | Triple H ha sconfitto Carlito                                                         | No disqualification match                                 | 10:40  |
| 4    | Candice Michelle (c) ha sconfitto Beth Phoenix                                        | Single match per il WWE Women's Championship              | 07:17  |
| 5    | Batista ha sconfitto The Great Khali (c) (con Ranjin Singh) e Rey Mysterio            | Triple threat match per il World Heavyweight Championship | 08:01  |
| 6    | Lance Cade e Trevor Murdoch (c) hanno sconfitto Brian Kendrick e Paul London          | Tag team match per il World Tag Team Championship         | 11:48  |
| 7    | Randy Orton ha sconfitto John Cena (c) per squalifica                                 | Single match per il WWE Championship                      | 07:22  |
| 8    | The Undertaker ha sconfitto Mark Henry                                                | Single match                                              | 11:25  |